# Shawna McCarthy
Shawna Lee McCarthy (1954) is een Amerikaanse sciencefiction- en fantasy-redacteur. Ze is getrouwd met de SF-kunstenaar Wayne Douglas Barlowe.
McCarthy redigeerde Isaac Asimov's Science Fiction Magazine van 1983 tot 1985, waarna ze werd opgevolgd door Gardner Dozois. Gedurende haar tijd bij Asimov's publiceerde ze vier bloemlezingen en won ze de Hugo Award voor beste redacteur in 1984.
In 1989 redigeerde ze met Lou Aronica twee bloemlezingen uit de Full Spectrum serie, waarvan de eerste een Locus Award won. Ze richtte in 1994 het tijdschrift Realms of Fantasy op, waarvan ze tot op heden redacteur is.